# Viver Sonhando (1948)
Viver Sonhando (Texas, Brooklyn and Heaven, no original em inglês) é um filme estadunidense de 1948, do gênero comédia, dirigido por William Castle e estrelado por Guy Madison e Diana Lynn.
Este é o segundo filme de Audie Murphy, no qual ele aparece em apenas uma cena, logo no início. Ele recebeu quinhentos dólares por três dias de trabalho (e também quatro calças depois de posar para um comercial referente à película).

## Sinopse
Eddie Tayloe é o jornalista que recebe uma pequena herança do pai e deixa Dallas com destino a Nova Iorque, onde sonha tornar-se dramaturgo de sucesso. No caminho, ele dá carona a Perry Dunklin, uma texana que também se dirige àquela cidade em busca de fama e fortuna. Lá, cada um vai para o seu lado, mas as circunstâncias se encarregam de reuni-los novamente.

## Elenco
| Ator/Atriz        | Personagem    |
| ----------------- | ------------- |
| Guy Madison       | Eddie Tayloe  |
| Diana Lynn        | Perry Dunklin |
| James Dunn        | Mike          |
| Michael Chekhov   | Gaboolian     |
| Florence Bates    | Mandy         |
| Lionel Stander    | Bellhop       |
| William Frawley   | Agente        |
| Roscoe Karns      | Carmody       |
| Margaret Hamilton | Ruby Cheever  |
| Audie Murphy      | Office-boy    |